# 헝그리 하트 (영화)
《헝그리 하트》(영어: Hungry Hearts)는 2014년 공개된 이탈리아의 영화이다.

## 출연
- 애덤 드라이버 - 주드 역
- 알바 로르바허 - 미나 역
- 로버타 맥스웰 - 안느 역
- 알 로프
- 게이샤 오테로 - 로사 역
- 제이슨 셀빅 - J 역
- 제이크 웨버 - 빌 역
- 데이빗 애론 베이커 - 제이콥 역
- 나탈리 골드 - 제니퍼 역
- 빅터 윌리엄스